# Denis Rusu
Denis Rusu (Chișinău, 2 agosto 1990) è un calciatore moldavo, portiere dell'Unirea Slobozia.

## Carriera
Ha giocato nelle qualificazioni per gli Europei Under-21 con la maglia della nazionale moldava di categoria.

## Palmarès

### Club

#### Competizioni nazionali
- Coppa di Moldavia: 1

Zimbru Chișinău: 2013-2014
- Supercoppa di Moldavia: 1

Zimbru Chișinău: 2014